# 1523年
| 千纪： | 2千纪 |
| 世纪： | 15世纪 \| 16世纪 \| 17世纪                                                                                 |
| 年代： | 1490年代 \| 1500年代 \| 1510年代 \| 1520年代 \| 1530年代 \| 1540年代 \| 1550年代                           |
| 年份： | 1518年 \| 1519年 \| 1520年 \| 1521年 \| 1522年 \| 1523年 \| 1524年 \| 1525年 \| 1526年 \| 1527年 \| 1528年 |
| 纪年： | 癸未年（羊年）；明嘉靖二年；越南統元二年；日本大永三年                                                     |

## 大事记
- 瑞典脱离卡尔马联盟，导致卡尔马联盟解散。
- 寧波之亂，日本大內氏和細川氏勢力各派遣對明朝貿易使團來華貿易，兩團在抵達浙江寧波後因為勘合真偽之辯而引發武力殺戮事件，導致明日貿易斷絕。
- 廣東西草灣明朝军队水师与佛朗機武裝商船爆發茜草灣戰役，以明朝獲勝告終。
- 義大利探險家喬瓦尼·達韋拉扎諾在法國國王弗朗索瓦一世贊助下，前往北美洲尋求通往太平洋的新航線。
- 2月——鏡山城之戰，尼子經久聯合毛利元就對付大內義興，尼子經久順利攻佔鏡山城，但此戰後因尼子氏介入毛利氏繼承問題交惡，毛利元就改投大內氏。
- 6月6日——古斯塔夫·瓦薩在斯特蘭奈斯當選成為瑞典國王。

## 出生
- 方有执，明代医学家。